# Catacora
Catacora è un comune (municipio in spagnolo) della Bolivia nella provincia di José Manuel Pando (dipartimento di La Paz) con 3.236 abitanti (dato 2010).

## Cantoni
Il comune è suddiviso in 4 cantoni (popolazione 2001):
- Catacora - 809 abitanti
- Pairumani Grande - 142 abitanti
- Pojo Pajchiri - 561 abitanti
- Thola Khollu - 223 abitanti